# Meister der Spes nostra

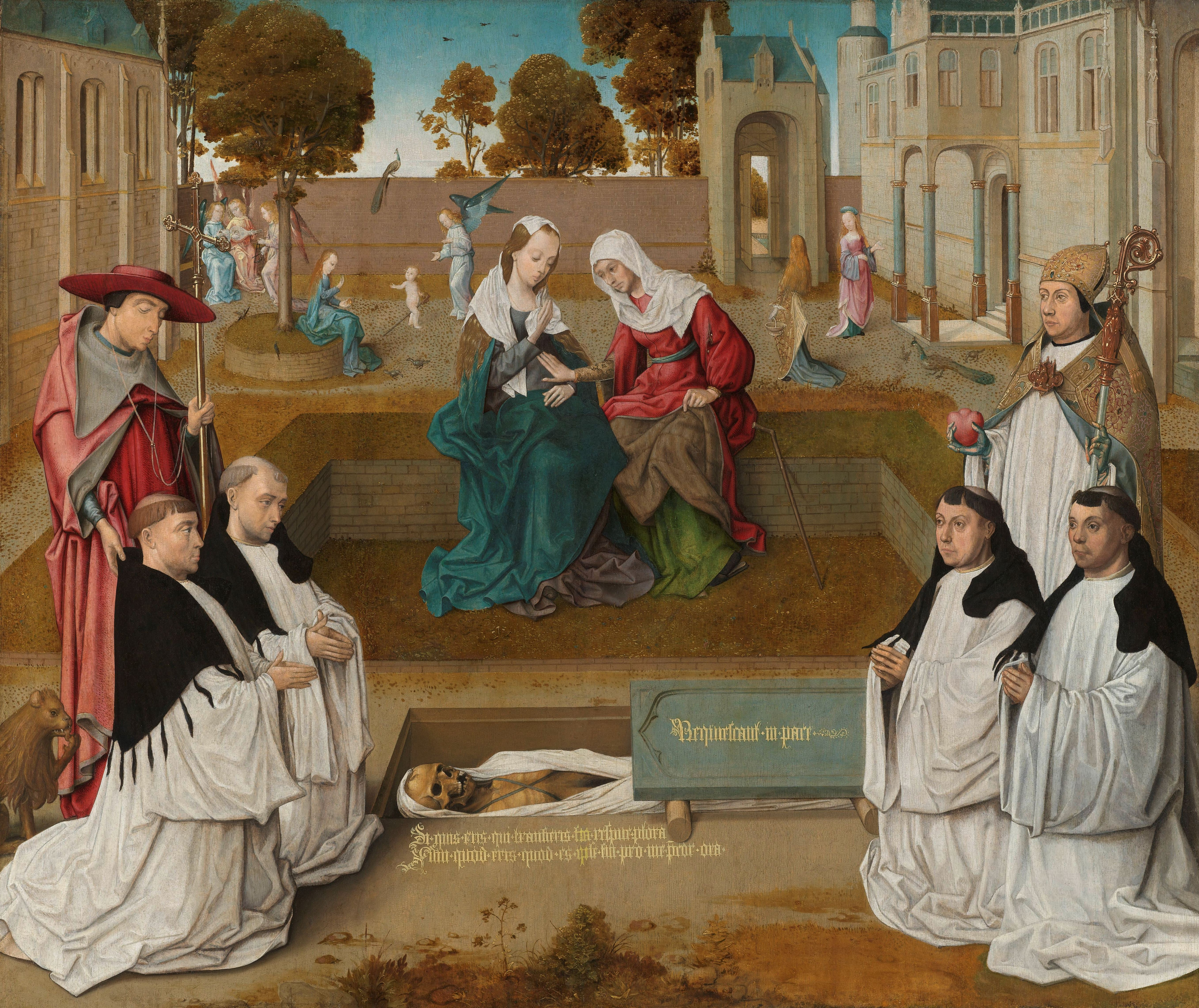
Kanoniker und Heilige bei einem Grab oder Allegorie der Vergänglichkeit, Meister der Spes nostra (um 1500)

Als Meister der Spes nostra wird ein Maler bezeichnet, der von ungefähr 1500 bis 1520 in den nördlichen Niederlanden in Haarlem oder an anderen Orten wie Gouda oder Delft tätig war.
Er erhielt seinen Notnamen nach dem einzigen von ihm erhalten gebliebenen Werk, heute im Besitz des Rijksmuseum (Reichsmuseum) in Amsterdam. Es zeigt Chorherren und Heilige an einem offenen Grab. In dieser Allegorie der Vergänglichkeit der Welt ist im Hintergrund die Gottesmutter Maria bei ihrem Gang zu der hl. Elisabeth zu sehen. Diese als Mariä Heimsuchung bekannte Begegnung wird als Zeichen der Hoffnung (lat. spes) auf das Kommen des Erlösers gesehen. Spes nostra („unsere Hoffnung“) ist eine der Anrufungen der Muttergottes. Das offene Grab wie auch das Paradiesgärtlein mit Engeln und einem Pfauen im Hintergrund erscheinen wiederum ebenfalls als Symbole der Hoffnung auf die Auferstehung. Die Zusammenstellung der Motive ist jedoch ungewöhnlich.

## Werk
- Vier Kanoniker mit den hll. Augustinus und Hieronymus bei einem Grab oder Allegorie der Vergänglichkeit, im Besitz des Rijksmuseums in Amsterdam[2]